# Юнацька збірна Непалу з футболу (U-17)
Юнацька збірна Непалу з футболу (U-17) — національна футбольна збірна Непалу, що складається із гравців віком до 17 років. Керівництво командою здійснює Футбольна федерація Непалу.
Головним континентальним турніром для команди є Юнацький кубок Азії, який з 2008 року розігрується серед команд з віковим обмеженням до 16 років, і успішний виступ на якому дозволяє отримати путівку на Чемпіонат світу (U-17). Також може брати участь у товариських і регіональних змаганнях, зокрема у Юнацькому чемпіонаті ФФПА, юнацькій першості серед країн, що входять до Футбольної асоціації Центральної Азії.
Протягом 1980-х років брала участь у відбіркових турнірах на світову першість у форматі U-16.

## Виступи на міжнародних турнірах

### Юнацький чемпіонат світу (U-17)
| Чемпіонат світу (U-17) | Чемпіонат світу (U-17) | Чемпіонат світу (U-17) | Чемпіонат світу (U-17) | Чемпіонат світу (U-17) | Чемпіонат світу (U-17) | Чемпіонат світу (U-17) | Чемпіонат світу (U-17) | Чемпіонат світу (U-17) | Чемпіонат світу (U-17) |                                   | Кваліфікаційні раунди | Кваліфікаційні раунди | Кваліфікаційні раунди | Кваліфікаційні раунди | Кваліфікаційні раунди | Кваліфікаційні раунди | Кваліфікаційні раунди | Кваліфікаційні раунди | Кваліфікаційні раунди |
| Рік                    | Результат              | О                      | І                      | В                      | Н                      | П                      | Г+                     | Г-                     | РГ                     | Результат                         | О                     | І                     | В                     | Н                     | П                     | Г+                    | Г-                    | РГ                    |                       |
| ---------------------- | ---------------------- | ---------------------- | ---------------------- | ---------------------- | ---------------------- | ---------------------- | ---------------------- | ---------------------- | ---------------------- | --------------------------------- | --------------------- | --------------------- | --------------------- | --------------------- | --------------------- | --------------------- | --------------------- | --------------------- | --------------------- |
| 1985                   | не кваліфікувалася     | не кваліфікувалася     | не кваліфікувалася     | не кваліфікувалася     | не кваліфікувалася     | не кваліфікувалася     | не кваліфікувалася     | не кваліфікувалася     | не кваліфікувалася     | не кваліфікувалася                | не кваліфікувалася    | не кваліфікувалася    | не кваліфікувалася    | не кваліфікувалася    | не кваліфікувалася    | не кваліфікувалася    | не кваліфікувалася    | не кваліфікувалася    |                       |
| 1987                   | не кваліфікувалася     | не кваліфікувалася     | не кваліфікувалася     | не кваліфікувалася     | не кваліфікувалася     | не кваліфікувалася     | не кваліфікувалася     | не кваліфікувалася     | не кваліфікувалася     | не кваліфікувалася                | не кваліфікувалася    | не кваліфікувалася    | не кваліфікувалася    | не кваліфікувалася    | не кваліфікувалася    | не кваліфікувалася    | не кваліфікувалася    | не кваліфікувалася    |                       |
| 1989                   | не кваліфікувалася     | не кваліфікувалася     | не кваліфікувалася     | не кваліфікувалася     | не кваліфікувалася     | не кваліфікувалася     | не кваліфікувалася     | не кваліфікувалася     | не кваліфікувалася     | не кваліфікувалася                | не кваліфікувалася    | не кваліфікувалася    | не кваліфікувалася    | не кваліфікувалася    | не кваліфікувалася    | не кваліфікувалася    | не кваліфікувалася    | не кваліфікувалася    |                       |
| 1991                   | не кваліфікувалася     | не кваліфікувалася     | не кваліфікувалася     | не кваліфікувалася     | не кваліфікувалася     | не кваліфікувалася     | не кваліфікувалася     | не кваліфікувалася     | не кваліфікувалася     | не кваліфікувалася                | не кваліфікувалася    | не кваліфікувалася    | не кваліфікувалася    | не кваліфікувалася    | не кваліфікувалася    | не кваліфікувалася    | не кваліфікувалася    | не кваліфікувалася    |                       |
| 1993                   | не кваліфікувалася     | не кваліфікувалася     | не кваліфікувалася     | не кваліфікувалася     | не кваліфікувалася     | не кваліфікувалася     | не кваліфікувалася     | не кваліфікувалася     | не кваліфікувалася     | не кваліфікувалася                | не кваліфікувалася    | не кваліфікувалася    | не кваліфікувалася    | не кваліфікувалася    | не кваліфікувалася    | не кваліфікувалася    | не кваліфікувалася    | не кваліфікувалася    |                       |
| 1995                   | не кваліфікувалася     | не кваліфікувалася     | не кваліфікувалася     | не кваліфікувалася     | не кваліфікувалася     | не кваліфікувалася     | не кваліфікувалася     | не кваліфікувалася     | не кваліфікувалася     | не кваліфікувалася                | не кваліфікувалася    | не кваліфікувалася    | не кваліфікувалася    | не кваліфікувалася    | не кваліфікувалася    | не кваліфікувалася    | не кваліфікувалася    | не кваліфікувалася    |                       |
| 1997                   | не кваліфікувалася     | не кваліфікувалася     | не кваліфікувалася     | не кваліфікувалася     | не кваліфікувалася     | не кваліфікувалася     | не кваліфікувалася     | не кваліфікувалася     | не кваліфікувалася     | не кваліфікувалася                | не кваліфікувалася    | не кваліфікувалася    | не кваліфікувалася    | не кваліфікувалася    | не кваліфікувалася    | не кваліфікувалася    | не кваліфікувалася    | не кваліфікувалася    |                       |
| 1999                   | не кваліфікувалася     | не кваліфікувалася     | не кваліфікувалася     | не кваліфікувалася     | не кваліфікувалася     | не кваліфікувалася     | не кваліфікувалася     | не кваліфікувалася     | не кваліфікувалася     | не кваліфікувалася                | не кваліфікувалася    | не кваліфікувалася    | не кваліфікувалася    | не кваліфікувалася    | не кваліфікувалася    | не кваліфікувалася    | не кваліфікувалася    | не кваліфікувалася    |                       |
| 2001                   | не кваліфікувалася     | не кваліфікувалася     | не кваліфікувалася     | не кваліфікувалася     | не кваліфікувалася     | не кваліфікувалася     | не кваліфікувалася     | не кваліфікувалася     | не кваліфікувалася     | перший раунд                      | 0                     | 4                     | 0                     | 0                     | 4                     | 2                     | 17                    | –15                   |                       |
| 2003                   | не кваліфікувалася     | не кваліфікувалася     | не кваліфікувалася     | не кваліфікувалася     | не кваліфікувалася     | не кваліфікувалася     | не кваліфікувалася     | не кваліфікувалася     | не кваліфікувалася     | не кваліфікувалася                | не кваліфікувалася    | не кваліфікувалася    | не кваліфікувалася    | не кваліфікувалася    | не кваліфікувалася    | не кваліфікувалася    | не кваліфікувалася    | не кваліфікувалася    |                       |
| 2005                   | не кваліфікувалася     | не кваліфікувалася     | не кваліфікувалася     | не кваліфікувалася     | не кваліфікувалася     | не кваліфікувалася     | не кваліфікувалася     | не кваліфікувалася     | не кваліфікувалася     | не кваліфікувалася                | не кваліфікувалася    | не кваліфікувалася    | не кваліфікувалася    | не кваліфікувалася    | не кваліфікувалася    | не кваліфікувалася    | не кваліфікувалася    | не кваліфікувалася    |                       |
| 2007                   | не кваліфікувалася     | не кваліфікувалася     | не кваліфікувалася     | не кваліфікувалася     | не кваліфікувалася     | не кваліфікувалася     | не кваліфікувалася     | не кваліфікувалася     | не кваліфікувалася     | перший раунд                      | 1                     | 3                     | 0                     | 1                     | 2                     | 0                     | 8                     | –8                    |                       |
| 2009                   | не кваліфікувалася     | не кваліфікувалася     | не кваліфікувалася     | не кваліфікувалася     | не кваліфікувалася     | не кваліфікувалася     | не кваліфікувалася     | не кваліфікувалася     | не кваліфікувалася     | не кваліфікувалася                | не кваліфікувалася    | не кваліфікувалася    | не кваліфікувалася    | не кваліфікувалася    | не кваліфікувалася    | не кваліфікувалася    | не кваліфікувалася    | не кваліфікувалася    |                       |
| 2011                   | не кваліфікувалася     | не кваліфікувалася     | не кваліфікувалася     | не кваліфікувалася     | не кваліфікувалася     | не кваліфікувалася     | не кваліфікувалася     | не кваліфікувалася     | не кваліфікувалася     | не кваліфікувалася                | не кваліфікувалася    | не кваліфікувалася    | не кваліфікувалася    | не кваліфікувалася    | не кваліфікувалася    | не кваліфікувалася    | не кваліфікувалася    | не кваліфікувалася    |                       |
| 2013                   | не кваліфікувалася     | не кваліфікувалася     | не кваліфікувалася     | не кваліфікувалася     | не кваліфікувалася     | не кваліфікувалася     | не кваліфікувалася     | не кваліфікувалася     | не кваліфікувалася     | не кваліфікувалася                | не кваліфікувалася    | не кваліфікувалася    | не кваліфікувалася    | не кваліфікувалася    | не кваліфікувалася    | не кваліфікувалася    | не кваліфікувалася    | не кваліфікувалася    |                       |
| 2015                   | не кваліфікувалася     | не кваліфікувалася     | не кваліфікувалася     | не кваліфікувалася     | не кваліфікувалася     | не кваліфікувалася     | не кваліфікувалася     | не кваліфікувалася     | не кваліфікувалася     | перший раунд                      | 4                     | 3                     | 1                     | 1                     | 1                     | 4                     | 6                     | –2                    |                       |
| 2017                   | не кваліфікувалася     | не кваліфікувалася     | не кваліфікувалася     | не кваліфікувалася     | не кваліфікувалася     | не кваліфікувалася     | не кваліфікувалася     | не кваліфікувалася     | не кваліфікувалася     | дискваліфікована; замінена Оманом | –                     | –                     | –                     | –                     | –                     | –                     | –                     | –                     |                       |
| 2019                   | не кваліфікувалася     | не кваліфікувалася     | не кваліфікувалася     | не кваліфікувалася     | не кваліфікувалася     | не кваліфікувалася     | не кваліфікувалася     | не кваліфікувалася     | не кваліфікувалася     |                                   |                       |                       |                       |                       |                       |                       |                       |                       |                       |
| 2021                   | не кваліфікувалася     | не кваліфікувалася     | не кваліфікувалася     | не кваліфікувалася     | не кваліфікувалася     | не кваліфікувалася     | не кваліфікувалася     | не кваліфікувалася     | не кваліфікувалася     |                                   |                       |                       |                       |                       |                       |                       |                       |                       |                       |
| Усього                 | 0                      | 0                      | 0                      | 0                      | 0                      | 0                      | 0                      | 0                      | 0                      | 3/19                              | 5                     | 10                    | 1                     | 2                     | 7                     | 6                     | 31                    | –25                   |                       |

### Юнацький кубок Азії з футболу
| Юнацький кубок Азії з футболу | Юнацький кубок Азії з футболу | Юнацький кубок Азії з футболу | Юнацький кубок Азії з футболу | Юнацький кубок Азії з футболу | Юнацький кубок Азії з футболу | Юнацький кубок Азії з футболу | Юнацький кубок Азії з футболу | Юнацький кубок Азії з футболу | Юнацький кубок Азії з футболу |                 | Кваліфікаційні раунди | Кваліфікаційні раунди | Кваліфікаційні раунди | Кваліфікаційні раунди | Кваліфікаційні раунди | Кваліфікаційні раунди | Кваліфікаційні раунди | Кваліфікаційні раунди | Кваліфікаційні раунди |
| Рік                           | Результат                     | О                             | І                             | В                             | Н                             | П                             | Г+                            | Г-                            | РГ                            | Результат       | О                     | І                     | В                     | Н                     | П                     | Г+                    | Г-                    | РГ                    |                       |
| ----------------------------- | ----------------------------- | ----------------------------- | ----------------------------- | ----------------------------- | ----------------------------- | ----------------------------- | ----------------------------- | ----------------------------- | ----------------------------- | --------------- | --------------------- | --------------------- | --------------------- | --------------------- | --------------------- | --------------------- | --------------------- | --------------------- | --------------------- |
| 1985                          | не кваліфікувалася            | не кваліфікувалася            | не кваліфікувалася            | не кваліфікувалася            | не кваліфікувалася            | не кваліфікувалася            | не кваліфікувалася            | не кваліфікувалася            | не кваліфікувалася            | Група 2B (3-є)  | 5                     | 4                     | 2                     | 1                     | 1                     | 5                     | 7                     | –2                    |                       |
| 1986                          | не кваліфікувалася            | не кваліфікувалася            | не кваліфікувалася            | не кваліфікувалася            | не кваліфікувалася            | не кваліфікувалася            | не кваліфікувалася            | не кваліфікувалася            | не кваліфікувалася            | не брала участь | не брала участь       | не брала участь       | не брала участь       | не брала участь       | не брала участь       | не брала участь       | не брала участь       | не брала участь       |                       |
| 1988                          | не кваліфікувалася            | не кваліфікувалася            | не кваліфікувалася            | не кваліфікувалася            | не кваліфікувалася            | не кваліфікувалася            | не кваліфікувалася            | не кваліфікувалася            | не кваліфікувалася            | Група 3 (4-те)  | 2                     | 4                     | 1                     | 0                     | 3                     | 1                     | 11                    | –10                   |                       |
| 1990                          | не кваліфікувалася            | не кваліфікувалася            | не кваліфікувалася            | не кваліфікувалася            | не кваліфікувалася            | не кваліфікувалася            | не кваліфікувалася            | не кваліфікувалася            | не кваліфікувалася            | Група 4 (2-е)   | 2                     | 2                     | 1                     | 0                     | 1                     | 3                     | 3                     | 0                     |                       |
| 1992                          | не кваліфікувалася            | не кваліфікувалася            | не кваліфікувалася            | не кваліфікувалася            | не кваліфікувалася            | не кваліфікувалася            | не кваліфікувалася            | не кваліфікувалася            | не кваліфікувалася            | Група 3 (2-е)   | 6                     | 4                     | 3                     | 0                     | 1                     | 4                     | 9                     | –5                    |                       |
| 1994                          | не кваліфікувалася            | не кваліфікувалася            | не кваліфікувалася            | не кваліфікувалася            | не кваліфікувалася            | не кваліфікувалася            | не кваліфікувалася            | не кваліфікувалася            | не кваліфікувалася            | не брала участь | не брала участь       | не брала участь       | не брала участь       | не брала участь       | не брала участь       | не брала участь       | не брала участь       | не брала участь       |                       |
| 1996                          | не кваліфікувалася            | не кваліфікувалася            | не кваліфікувалася            | не кваліфікувалася            | не кваліфікувалася            | не кваліфікувалася            | не кваліфікувалася            | не кваліфікувалася            | не кваліфікувалася            | не брала участь | не брала участь       | не брала участь       | не брала участь       | не брала участь       | не брала участь       | не брала участь       | не брала участь       | не брала участь       |                       |
| 1998                          | не кваліфікувалася            | не кваліфікувалася            | не кваліфікувалася            | не кваліфікувалася            | не кваліфікувалася            | не кваліфікувалася            | не кваліфікувалася            | не кваліфікувалася            | не кваліфікувалася            | Група 5 (2-е)   | 6                     | 3                     | 2                     | 0                     | 1                     | 11                    | 1                     | +10                   |                       |
| 2000                          | перший раунд                  | 0                             | 4                             | 0                             | 0                             | 4                             | 2                             | 17                            | -15                           | Група 5 (1-е)   | 9                     | 3                     | 3                     | 0                     | 0                     | 15                    | 3                     | +12                   |                       |
| 2002                          | не кваліфікувалася            | не кваліфікувалася            | не кваліфікувалася            | не кваліфікувалася            | не кваліфікувалася            | не кваліфікувалася            | не кваліфікувалася            | не кваліфікувалася            | не кваліфікувалася            | не брала участь | не брала участь       | не брала участь       | не брала участь       | не брала участь       | не брала участь       | не брала участь       | не брала участь       | не брала участь       | не брала участь       |
| 2004                          | не кваліфікувалася            | не кваліфікувалася            | не кваліфікувалася            | не кваліфікувалася            | не кваліфікувалася            | не кваліфікувалася            | не кваліфікувалася            | не кваліфікувалася            | не кваліфікувалася            | Група 6 (2-е)   | 4                     | 2                     | 1                     | 1                     | 0                     | 3                     | 1                     | +2                    |                       |
| 2006                          | перший раунд                  | 1                             | 3                             | 0                             | 1                             | 2                             | 0                             | 8                             | -8                            | Група F (1-е)   | 6                     | 2                     | 2                     | 0                     | 0                     | 4                     | 1                     | +3                    |                       |
| 2008                          | не кваліфікувалася            | не кваліфікувалася            | не кваліфікувалася            | не кваліфікувалася            | не кваліфікувалася            | не кваліфікувалася            | не кваліфікувалася            | не кваліфікувалася            | не кваліфікувалася            | Група B (4-те)  | 3                     | 4                     | 1                     | 0                     | 3                     | 7                     | 10                    | –3                    |                       |
| 2010                          | не кваліфікувалася            | не кваліфікувалася            | не кваліфікувалася            | не кваліфікувалася            | не кваліфікувалася            | не кваліфікувалася            | не кваліфікувалася            | не кваліфікувалася            | не кваліфікувалася            | Група B (4-те)  | 3                     | 4                     | 1                     | 0                     | 3                     | 3                     | 12                    | –9                    |                       |
| 2012                          | не кваліфікувалася            | не кваліфікувалася            | не кваліфікувалася            | не кваліфікувалася            | не кваліфікувалася            | не кваліфікувалася            | не кваліфікувалася            | не кваліфікувалася            | не кваліфікувалася            | Група D (4-те)  | 1                     | 3                     | 0                     | 1                     | 2                     | 1                     | 5                     | −4                    |                       |
| 2014                          | перший раунд                  | 4                             | 3                             | 1                             | 1                             | 1                             | 4                             | 6                             | -2                            | Група C (1-е)   | 7                     | 3                     | 2                     | 1                     | 0                     | 8                     | 2                     | +6                    |                       |
| 2016                          | не кваліфікувалася            | не кваліфікувалася            | не кваліфікувалася            | не кваліфікувалася            | не кваліфікувалася            | не кваліфікувалася            | не кваліфікувалася            | не кваліфікувалася            | не кваліфікувалася            | Група B (4-те)  | 0                     | 3                     | 0                     | 0                     | 3                     | 0                     | 9                     | –9                    |                       |
| 2018                          | не кваліфікувалася            | не кваліфікувалася            | не кваліфікувалася            | не кваліфікувалася            | не кваліфікувалася            | не кваліфікувалася            | не кваліфікувалася            | не кваліфікувалася            | не кваліфікувалася            | Група D (4-те)  | 1                     | 3                     | 0                     | 1                     | 2                     | 3                     | 5                     | –2                    |                       |
| Усього                        | 3/18                          | 5                             | 10                            | 1                             | 2                             | 7                             | 6                             | 31                            | –25                           | 14/18           | 55                    | 44                    | 19                    | 5                     | 20                    | 58                    | 77                    | –19                   |                       |

### Юнацький чемпіонат ФФПА
| Господар / Рік | Результат    | О  | І  | В | Н | П | Г+ | Г- | РГ  |
| -------------- | ------------ | -- | -- | - | - | - | -- | -- | --- |
| 2011           | третє місце  | 4  | 4  | 2 | 2 | 0 | 9  | 2  | +7  |
| 2013           | віце-чемпіон | 7  | 5  | 3 | 1 | 1 | 16 | 3  | +13 |
| 2015           | півфінали    | 6  | 3  | 2 | 0 | 1 | 6  | 1  | +5  |
| 2017           | віце-чемпіон | 3  | 4  | 2 | 0 | 2 | 12 | 6  | +6  |
| Усього         | 4/4          | 20 | 16 | 9 | 3 | 4 | 43 | 12 | +31 |